# Maksim Nasadyuk
Maksim Aleksandrovich Nasadyuk (tiếng Nga: Максим Александрович Насадюк; sinh ngày 11 tháng 2 năm 1989) là một cầu thủ bóng đá người Nga thi đấu cho F.K. Luch-Energiya Vladivostok.